# Potto's en angwantibo's
De potto's en angwantibo's (Perodicticinae) zijn een onderfamilie van primaten uit de familie loriachtigen (Lorisidae). De wetenschappelijke naam van de onderfamilie werd voor het eerst geldig gepubliceerd door John Edward Gray in 1870. Deze onderfamilie telt vijf soorten in twee geslachten.

## Geslachten en soorten
- Arctocebus (Angwantibo's of beermaki's)
  - Arctocebus aureus (Gouden angwantibo)
  - Arctocebus calabarensis (Angwantibo)
- Perodicticus (Potto's)
  - Perodicticus edwardsi
  - Perodicticus ibeanus
  - Perodicticus potto (Potto)